# Axinidris lignicola
Axinidris lignicola es una especie de hormiga del género Axinidris, familia Formicidae. Fue descrita científicamente por Snelling en 2007.
Se distribuye por Sudáfrica. Vive en microhábitats como pequeños troncos. También frecuenta los bosques siempreverdes.